# Arthur Grunenberg

Hunnen, Illustration zu Scheffels Ekkehard

Arthur Grunenberg (* 25. April 1880 in Königsberg; † 25. Juli 1952 in Bad Reichenhall) war ein deutscher Maler, Grafiker und Illustrator.

## Leben
Arthur Grunenberg wurde 1880 als Sohn des Brauereibesitzers Oscar Grunenberg und seiner Ehefrau Lydia, geb. Passarge, in Königsberg geboren. Nach dem mit einer Promotion abgeschlossenen juristischen Studium widmete er sich auf Anregung und mit Zeugnis von Franz von Lenbach der Kunst. Ausgebildet wurde er unter Christian Landenberger in München und Arthur Kampf in Berlin. Nach Studienreisen ließ er sich in Berlin nieder. Er malte und zeichnete zuerst Porträts, schuf dann figürliche Kompositionen. Bevorzugte Motive waren Tanz sowie rhythmisch bewegte Figuren und Gruppen, Reiter und Pferde (Pas de trois; Bacchantenzug, 1917; Reigen, 1911 und 1918; Die Rosse bändigenden Dioskuren, 1921). Zu den von ihm in der Bewegung dargestellten Tänzern gehören Vaslav Nijinsky, Anna Pawlowa, Tamara Karsawina und Adolphe Bolm aus der frühen Zeit der Ballets Russes, später auch Nachwuchstänzer wie Gina Baluschek, die ältere Tochter des Malers Hans Baluschek.
Neben der Malerei in Öl und Pastell und dem zeichnerischen Werk entfaltete Grunenberg eine umfangreiche grafische Tätigkeit, darunter lithografische Mappenwerke (Russisches Ballett, Anna Pawlowa, Figuren). Er Illustrierte, zumeist mit Rötelzeichnungen, Fjodor Michailowitsch Dostojewski, Horaz, Boccaccio, Ninon de Lenclos, Scheffels Ekkehard. Ausgestellt wurde er u. a. 1914 in Berlin beim Kunstsalon J. Casper und in Dresden in der Galerie Arnold im März 1927.
Sein Nachlass befindet sich im Deutschen Tanzarchiv Köln.